# Эберль, Элизабет
Элизабет Эберль (нем. Elisabeth Eberl; род. 25 марта 1988, Грац) — австрийская легкоатлетка, специалистка по метанию копья. Выступала за сборную Австрии по лёгкой атлетике в 2005—2015 годах, обладательница бронзовой медали Всемирной Универсиады, многократная победительница и призёрка первенств национального значения, участница летних Олимпийских игр в Лондоне.

## Биография
Элизабет Эберль родилась 25 марта 1988 года в городе Грац, Австрия. Занималась лёгкой атлетикой в местном одноимённом клубе AT Graz.
Дебютировала на международном уровне в сезоне 2005 года, в частности вошла в состав австрийской сборной и выступила в метании копья на юношеском мировом первенстве в Марракеше.
В 2006 году превзошла всех копьеметательниц на чемпионате Австрии в Швехате.
В 2007 году метала копьё на юниорском европейском первенстве в Хенгело, в финал не вышла.
В 2009 году на Кубке Европы по зимним метаниям в Пуэрто-де-ла-Крусе завоевала серебряную награду в молодёжном зачёте. Будучи студенткой, представляла Австрию на Всемирной Универсиаде в Белграде, где с результатом 52,35 заняла 11-е место. Также в этом сезоне показала 12-й результат на молодёжном европейском первенстве в Каунасе.
На Кубке Европы по зимним метаниям 2010 года в Арле была пятой.
В 2011 году закрыла десятку сильнейших на Кубке Европы по зимним метаниям в Софии, одержала победу на чемпионате Австрии в Инсбруке, тогда как на турнире в финской Лаппеэнранте установила свой личный рекорд в метании копья — 60,07 метра. Принимала участие в чемпионате мира в Тэгу.
В 2012 году стала десятой на Кубке Европы по зимним метаниям в Баре. Выполнив олимпийский квалификационный норматив (59,00), удостоилась права защищать честь страны на летних Олимпийских играх в Лондоне — на предварительном квалификационном этапе метнула копьё на 49,66 метра, чего оказалось недостаточно для выхода в финальную стадию.
В 2013 году на Всемирной Универсиаде в Казани выиграла бронзовую медаль в метании копья, позднее была лучшей на чемпионате Австрии в Фельдкирхе.
В 2014 году заняла десятое место на Кубке Европы по зимним метаниям в Лейрии, победила на чемпионате Австрии в Амштеттене, участвовала в чемпионате Европы в Цюрихе.
В 2015 году на Европейских играх в Баку стала второй в своей дисциплине и тем самым помогла соотечественникам выиграть общекомандный легкоатлетический зачёт. По окончании сезона из-за хронической травмы колена завершила спортивную карьеру.
Впоследствии работала в Австрийской федерации лёгкой атлетики, занимала должность координатора по работе с молодёжью.